# 渌渚镇
渌渚镇，中国浙江省西北部杭州市富阳区下辖的一个镇。	

## 行政区划
现辖：
岘口村、杨袁村、董湾村、百前村、六渚村、莲桥村、阆坞村、桃花岭村、新岭村、浦中村、新浦村、新港村和山亚村。